# Charles Antoine Bourdot de Richebourg
Charles Antoine Bourdot de Richebourg (1689-1735) est un juriste, avocat au Parlement de Paris.